# Кантонский язык
Кантонский язык (также юэ или ютский, иер. трад. 粵語, упр. 粤语, ютпхин: jyut6jyu5, кант.-рус.: ютъю) — язык китайской группы сино-тибетской языковой семьи, распространённый в китайских регионах Гуандун, Гуанси, а также в Гонконге и Макао. Кантоноязычная диаспора также существует в Юго-Восточной Азии и Северной Америке.

## Название
Название «кантонский» происходит от одного из названий Гуанчжоу — Куонтун сансэн (廣東省城), то есть «Столица провинции Гуандун», переведённого на португальский как Cidade de Cantão и затем в усечённом виде заимствованного в другие европейские языки как Canton. В Гонконге и Макао, а также в кантонской диаспоре, распространено аналогичное название «куонтунва» (廣東話).
Самоназвание кантонского языка — ютский язык (粵語, кант. ютъю, мандар. юэюй). Исторический регион Ют (вьет. Вьет, с.-кит. Юэ) включает в себя Гуандун, Гуанси и часть Вьетнама. В древности слов Ют могло записываться двумя иероглифами — 粵 и 越, ныне первый из них используется для кантоноязычного региона, тогда как второй — для Вьетнама. Несмотря на это своё название, кантонский язык абсолютно не связан с вьетнамским или другими некитайскими языками региона, хотя и может содержать в крайне малой степени субстрат из тай-кадайских или хмонг-мьенских языков.
Слово паква (白話, «просторечие») в Гуандуне и Гуанси используется для обозначения стандартного кантонского и близких к нему диалектов, в отличие от других языков региона (таких как хакка или лэйчжоуский), а также более отличных диалектов кантонского (таких как тойсанский).

## Лингвогеография

### В Китае
По оценкам 2004 года из «Атласа языков Китая», в КНР примерно 60 % носителей кантонского жили в Гуандуне, 28,3 % — в Гуанси и 11,6 % — в Гонконге.
Носители кантонского составляют примерно половину населения провинции Гуандун, ещё по 20~25 % приходится на язык хакка и чаошаньский язык. Во всех районах Гуандуна, включая регион Чаошань, кантонский язык используется частью населения как второй язык. Как первый язык кантонский распространён на юго-западе Гуандуна в следующих городских округах:
- Гуанчжоу (Кантон, Куончау)
- Дунгуань (Тункунь)
- Фошань (Фатсань)
- Чжуншань (Чунсан)
- Чжухай (Чюхой)
- Чжаоцин (Сиухин)
- Юньфу (Ваньфау)
- Цзянмынь (Конмунь)
- Янцзян (Ёнкон)
- Маомин (Маумин)

В Шэньчжэне исторически был более распространён язык хакка, но ныне из-за миграции и экономических связей в нём также распространены кантонский и особенно мандаринский. В Цинъюане, Шаогуане и Хойчжоу кантонский язык распространён в некоторых районах наряду с языком хакка, в Чжаньцзяне — наряду с лэйчжоуским языком
В Гуанси на кантонском языке говорит около трети населения, в основном в её юго-восточной части:
- Бэйхай (Пакхой)
- Юйлинь (Ватлам или Юклам)
- Циньчжоу (Ямчау)
- Фанчэнган (Фонсэнкон)
- Гуйган (Квайкон)
- Учжоу (Ынчау)
- часть Хэчжоу (Хочау)

Крупным кантоноязычным городом исторически был Наннин, но ныне из-за политики властей КНР против кантонского языка большая часть жителей Наннина говорит на мандаринском языке, часто с сильным кантонским акцентом. На юго-западе Гуанси распространён чжуанский язык, на севере — южные диалекты мандаринского, но и в них существуют кантоноязычные островки. Отдельные кантоноязычные деревни есть на окраинах Юньнани.

### В диаспоре
В Юго-Восточной Азии из китайских языков больше распространены хокло, чаошаньский и хакка. Кантонские общины существуют лишь в некоторых крупных городах: Ханое, Хошимине и Куала-Лумпуре.
В Северной Америке кантонская диаспора есть в заливе Сан-Франциско, Нью-Йорке, агломерациях Торонто и Ванкувера. В последние десятилетия в США и Канаду стали мигрировать носители мандаринского языка, однако зачастую «старые» кантоноязычные китайские общины держатся обособленно от «новых» мандариноязычных.
В Европе носители кантонского живут в Великобритании и в меньшей степени Португалии — в основном они являются иммигрантами из Гонконга и Макао соответственно. Во Франции кантонским владеют многие чаошаньцы, иммигрировавшие туда из бывшего французского Индокитая. В Австралии кантонцы исторически были крупнейшим этносом среди иммигрантов из Китая, однако после 2000-х стали преобладать носители мандаринского языка — хотя число носителей кантонского в Австралии немного увеличивается, их доля стремительно уменьшается (согласно переписи, если в 2011 году было 263,673 кантонцев против 336,410 мандариноязычных, то в 2016 году — 280,943 против 596,711).

## Классификация
Кантонский язык включает в себя несколько диалектов. Наиболее распространённый (до половины всех носителей) — диалект дельты Жемчужной реки, также известный как самъяп или гвонфу. На нём основан стандартный кантонский, исторически служивший лингва-франка в Гуандуне и Гуанси. Наиболее отличные от него диалекты сыяп («четырех уездов»), в том числе тойсанский, распространены в Цзянмыне на юге Гуандуна. Существует несколько классификаций диалектов кантонского языка:
| по Энн Юэ-Хасимото    | по Энн Юэ-Хасимото | по Энн Юэ-Хасимото  | по Ли Жуну      | распространение                         |
| --------------------- | ------------------ | ------------------- | --------------- | --------------------------------------- |
| дельты Жемчужной реки | южные              | чжуншаньский        | (куонфу)        | Чжуншань                                |
| дельты Жемчужной реки | южные              | кун-лим             | (куонфу)        | Дунгуань и Новые территории             |
| дельты Жемчужной реки | южные              | кун-лим             | ям-лим (欽廉)   | Бэйхай, Циньчжоу                        |
| дельты Жемчужной реки | южные              | южный внутренний    | ын-фа (吳化)    | Учуань, Хуачжоу                         |
| дельты Жемчужной реки | южные              | южный внутренний    | нгау-лау (勾漏) | Юйлинь                                  |
| дельты Жемчужной реки | северные           | северный внутренний | нгау-лау (勾漏) | Чжаоцин, Цинъюань, северо-восток Гуанси |
| дельты Жемчужной реки | северные           | самъяп              | куонфу (廣府)   | Фошань, юго-восток Чжаоцина             |
| дельты Жемчужной реки | куонфу             | центральный         | куонфу (廣府)   | Гуанчжоу, Гонконг                       |
| дельты Жемчужной реки | куонфу             | куонфу внутренний   | юн-чхам (邕潯)  | Наннин, Гуйган                          |
| дельты Жемчужной реки | куонфу             | куонфу внутренний   | коу-ён (高陽)   | Маомин                                  |
| ынъяп-лёнъён          | лёнъён             | лёнъён              | коу-ён (高陽)   | Янцзян, Янчунь                          |
| ынъяп-лёнъён          | ынъяп              | сань-янь            | сыяп (四邑)     | Синьхой, Тайшань, Эньпин                |
| ынъяп-лёнъён          | ынъяп              | хой-хок             | сыяп (四邑)     | Кайпин, Хэшань                          |

На севере Гуанси существует ряд трудноклассифицируемых идиомов, испытавших влияние кантонского и причислямых либо к его диалектам, либо к наньлинским местным языкам. Диалект Даньчжоу на Хайнане также иногда классифируется как часть кантонского языка.

## История

### Предыстория
Территория, на которой ныне распространён кантонский язык, была заселена народами пакъют (мандар. байюэ). Языки, на которых они говорили, до сих пор однозначно не установлены. В эпоху Цинь эта территория была завоёвана Цинь Шихуаном, но вскоре после её распада на ней появилось независимое государство Намъют (Намвьет, Наньюэ). Спустя век, в 111 году до н. э., оно было завоёвано империей Хань. Впоследствии произошли ещё две крупные волны миграции — в эпоху Южных и Северных династий (420—589) и в конце эпохи Тан (618—907). Последняя волна и принесла с собой язык, ставший предком для современного кантонского.
Кантонский язык происходит из позднего среднекитайского — общего предка для других китайских языков, включая мандаринский, хакка, ганьский и т. д., за исключением миньских языков, не восходящих непосредственно к среднекитайскому. Предок кантонского языка в конце первого тысячелетия, к конце эпохи Тан, распространился по региону Линнам, по большей части заместив как языки коренного некитайского населения этих мест, так и более древние китайские языки, некогда распространённые в Южном Китае. Таким образом, кантонский язык и остальные китайские разделились примерно тысячу лет назад, после чего развивались обособленно.
Вплоть до начала XX века основным письменным языком Восточной Азии был классический китайский. Конфуцианская культура не одобряла письмо на простонародных языках, из-за чего они по большей части оставались бесписьменными. В Средние Века в Северном Китае под влиянием кочевых империй (монгольской и чжурчжэньской) был дан импульс письму на мандаринском языке. В Южном Китае письмо на разговорных языках развилось позднее.
Некоторые сведения о языковой ситуации в Линнаме содержатся в книгах эпохи Сун «Хроники попечителя юга» (桂海虞衡志) и «Вместо ответов из-за хребтов» (嶺外代答), описывающих нынешний район Гуйлиня. В последней упомянуты живущие там пять народов:
- два вида аборигенов, говоривших на некитайских языках
- горожане-беженцы с севера — говорили на «понятном» (для жителя Хэнани) языке
- переселенцы из Хунани и миньскоговорящие землепашцы из Фуцзяни — говорили на «непонятном» для автора языке
- кочевые лодочники танка — говорили на «смешанном языке Фуцзяни и Гуандуна», вероятно предке кантонского

В этой книге также дан небольшой глоссарий местных слов. Лексика его напоминает современный язык хакка (細子 [细子] se-chṳ́ «ребёнок», 匱 [匮] khioi «уставший», 罌 [罂] âng «керамический сосуд, бутыль» и т. д.), некоторые термины, связанные с мореплаванием, напоминают кантонские (埋船頭 [埋船头] «причалить», 反船頭 [反船头] «отчалить»). Кроме того упомянуто, что соседние народы использовали письменность, основанную на китайской. Так, о Северном Вьетнаме говорится, что в их письме «лишь слово „цветок“ (花) не требует перевода», о байском государстве Дали — что оно использует классический китайский, но продолжает употреблять иероглифы императрицы У Цзэтянь, такие как 圀 (вместо 國 [国] «страна»). Также приводится список некоторых местных иероглифов, большинство из которых записывают язык вроде чжуанского. В то же время такие иероглифы как 奀, 閂, 氼 встречаются и в современном кантонском языке.

### Эпохи Мин и Цин

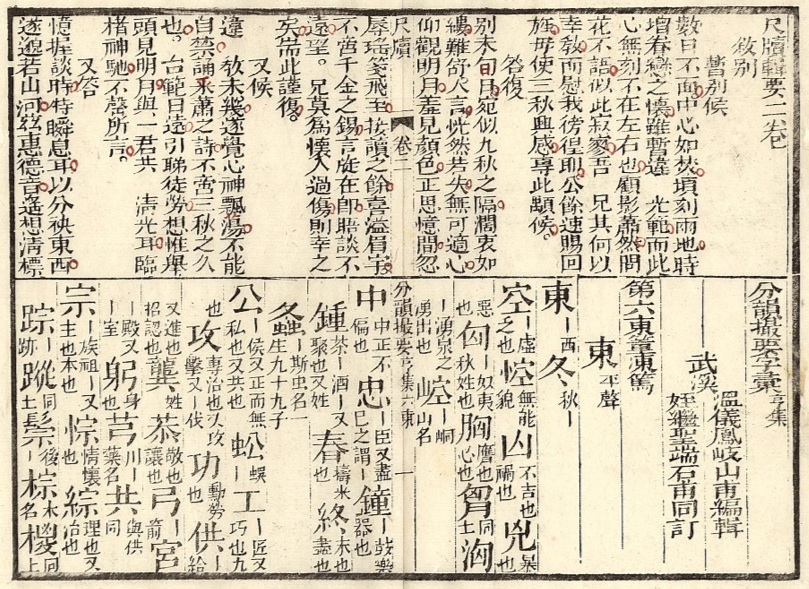
Страница из комбинированной книги конца XVIII века: верхняя половина содержит руководство по написанию писем, нижняя — кантонский словарь Фаньвань Чхютъиу (分韻撮要)

В книгах, написанных в эпоху Мин, уже упоминались отдельные сугубо кантонские слова и иероглифы. Например, в книге Лу Жуна (1436—1494) «Записки из бобового сада» (菽園雜記) говорится, что «в Гуандуне есть иероглиф 孻, он звучит как 柰 в ровном тоне [среднекит. nɑi1] и означает младшего ребёнка, рождённого в старости». Этот иероглиф, созданный идеографически из 子 «ребёнок» и 盡 «истеккать» до сих пор используется в кантонском языке: 孻 lāai «последний; самый младший».
Обширное описание местных языков, включая кантонский, хакка и чаошаньский, содержится в книге XVII века «Новые рассказы из Гуандуна» (廣東新語).
По свидетельствам Ван Юэ, служившего в 1660-х местным чиновником в Гуандуне, письменный кантонский уже тогда использовался в переписке и судебных жалобах, составлявшихся местными крестьянами — например, Ван Юэ впервые упоминает характерный кантонский иероглиф 冇 móuh «не быть, не существовать», образованный от 有 yáuh «быть, существовать, иметься».
К поздней Мин (XVII веку) также относится старейшее обнаруженное произведение на кантонском языке — баллада «Повесть о цветочной бумаге» (花箋記), ставшая известной не только среди кантонцев, но и по всей Азии, включая Вьетнам и Японию. Эта книга стала одним из первых китайских разговорных произведений, переведённых на европейские языки — Иоганн Вольфганг вон Гёте даже упоминал, что она вдохновила его на написание «Китайско-немецких времён дня и года» (1827).
В конце XVIII века появляются собственные словари-рифмовники кантонского языка. Словарь Фаньвань Чхютъиу (分韻撮要) был впоследствии адаптирован Джоном Чалмерсом для своего рифмовника 1855 года, а также Сэмюэлом Уильямсом для кантонско-английского словаря 1856 года. Ещё в начале XIX века миссионер Роберт Моррисон составлял описания кантонского языка, включая грамматику 1815 года и словарь 1828 года.
Баллады мукъюсю и песенники намъям составляют корпус кантонской литературы XVII—XIX веков. В XIX веке из известных произведений на кантонском языке публиковались сборник романсов «Ют-ау» (粵謳) за авторством Чиу Чиюна (招子庸) и сборник эпиграмм «Хэйсиу-чап» (嬉笑集) дипломата и поэта Лиу Яньтхоу (廖恩燾).

### После XX века
После Синьхайской революции государственным языком Китая стал мандаринский. После создания КНР и особенно после закрепления в конституции 1982 года положений о распространении мандаринского языка, преподавание и вещание на других языках Китая, включая кантонский, было ограничено. Кантонский язык пользовался сравнительно большими преференциями со стороны властей, в основном для целей пропаганды в сторону британского Гонконга.
В 2010 году, в преддверии Летних Азиатских игр, депутаты гуанчжоуского отделения Политического консультативного совета — подконтрольного Коммунистической партии совещательного органа — попытались вопреки общественному мнению сократить долю вещания на кантонском языке в пользу мандаринского на основных местных телеканалах, что привело к машстабным протестам в Гуанчжоу.
Несмотря на то, что в 2018 году 90 % жителей Гуанчжоу были двуязычными, взгляд на будущее кантонского языка у многих остаётся пессимистичным. В последнее время на фоне опасений кантонцев насчёт будущего их родного языка, некоторые школы и детские сады стали вводить урока кантонского языка и культуры. С другой стороны в Наннине, столице Гуанси, некогда бывшем одним из центров кантонской культуры, политика распространения мандаринского была особенно сильна, из-за чего число носителей кантонского в городе значительно уменьшилось.
Подавляющее большинство жителей Гонконга говорят на кантонском языке. Кантонский — основной язык бизнеса, политики и образования в Гонконге. В то же время письменный кантонский распространён лишь в неформальном обиходе, официально на письме используется письменный мандаринский. При прочтении вслух текстов на мандаринском носители кантонского могут использовать кантонские чтения иероглифов — такой гибридный сугубо письменный язык в Гонконге называют сюминью (書面語).

## Письменность

### Иероглифы
Для записи кантонского языка в основном используются китайские иероглифы. Большая часть иероглифов кантонского — общая с другими языками Восточной Азии, такими как мандаринский, японский, хакка, корейский и т. д. Часть исконно кантонской лексики записывается созвучными или специально созданными кантонскими иероглифами. К специфичным для кантонского иероглифам относятся, например:
- 佢 kéuih «он, она, оно»
- 靚 leng «красивый»
- 冇 móuh «не быть, не существовать»
- 乜 māt «что»
- 瞓 fan «спать»
- 攞 ló «брать»
- 睇 tái «смотреть»
- 甩 lāt «отваливаться; разваливаться»

Крайне распространённый способ создания иероглифов в кантонском — прибавление к созвучному иероглифу радикала 口 «рот; устный»; часто таким образом создаются иероглифы для служебных слов и частиц. Например,
- 喺 hái «быть (где-то)» от созвучного 係 haih
- 唔 m̀h «не» от созвучного 吾 ǹgh
- 嘅 ge «(частица принадлежности)» от созвучного 既 gei
- 嗰 gó «тот» от созвучного 個 go
- 嚟 làih «приходить» от созвучного 黎 làih
- 唞 táu «отдыхать» от созвучного 抖 dáu
- 嘢 yéh «вещь» от созвучного 野 yéh
- 咁 gam «очень» от созвучного 甘 gām

### Транскрипции
Первые романизации для кантонского языка создавали христианские миссионеры в начале XIX века. Сравнительно несистематичная транскрипция использовалась уже Робертом Моррисоном в его словаре 1828 года. Романизация Сэмюэла Уильямса положила начало целой плеяде схожих систем транскрипции — её упрощённая вариация (без диакритики и знака придыхания) до сих пор используется в Гонконге для передачи имён и топонимов.
Наиболее распространённые ныне системы романизации — система Йельского университета («йельская романизация») и система Лингвистического общества Гонконга («ютпхин»).
В 1930-50 годах в Китайской республике была создана расширенная версия системы бопомофо для передачи китайских языков помимо мандаринского, однако широкого применения она не нашла. Ныне в КНР в публикациях, посвящённых кантонскому языку, используются либо вариации МФА (в сочетании с конвенциональными синологическими символами), либо романизации, схожие с транскрипцией пиньинь для мандаринского языка.
| Пример | МФА  | Ютпхин | Йельская | Гуандунская | Уильямс |    | Пример | МФА | Ютпхин | Йельская | Гуандунская | Уильямс |
| ------ | ---- | ------ | -------- | ----------- | ------- | -- | ------ | --- | ------ | -------- | ----------- | ------- |
| 巴     | [p]  | b      | b        | b           | p       | 怕 | [pʰ]   | p   | p      | p        | p‘          |         |
| 打     | [t]  | d      | d        | d           | t       | 他 | [tʰ]   | t   | t      | t        | t‘          |         |
| 家     | [k]  | g      | g        | g           | k       | 卡 | [kʰ]   | k   | k      | k        | k‘          |         |
| 瓜     | [kʷ] | gw     | gw       | gu          | kw      | 誇 | [kʷʰ]  | kw  | kw     | ku       | kw‘         |         |
| 將     | [ts] | z      | j        | z / j       | ts      | 鏘 | [tsʰ]  | c   | ch     | c / q    | ts‘         |         |
| 張     | [tʃ] | z      | j        | z / j       | ch      | 昌 | [tʃʰ]  | c   | ch     | c / q    | ch‘         |         |
| 士     | [s]  | s      | s        | s / x       | s       | 蝦 | [h]    | h   | h      | h        | h           |         |
| 是     | [ʃ]  | s      | s        | s / x       | sh      | 牙 | [ŋ]    | ng  | ng     | ng       | ng          |         |
| 媽     | [m]  | m      | m        | m           | m       | 花 | [f]    | f   | f      | f        | f           |         |
| 那     | [n]  | n      | n        | n           | n       | 啦 | [l]    | l   | l      | l        | l           |         |
| 也     | [j]  | j      | y        | y           | y       | 華 | [w]    | w   | w      | w        | w           |         |

| 呀   | [aː]  | aa  | a   | a  | á   | 晏 | [aːn]   | aan  | aan  | an  | án   | 押 | [aːt̚]   | aat | aat | ad | át  |
| (十) | [ɐ]   | a   | —   | —  | —   | 奀 | [ɐn]    | an   | an   | en  | an   | 兀 | [ɐt̚]    | at  | at  | ed | at  |
| 柯   | [ɔː]  | o   | o   | o  | o   | 安 | [ɔːn]   | on   | on   | on  | on   | 渴 | [ɔːt̚]   | ot  | ot  | od | ot  |
| 誒   | [ɛː]  | e   | e   | é  | é   | 円 | [ɛːn]   | en   | —    | —   | —    | □  | [ɛːt̚]   | et  | —   | —  | —   |
| 衣   | [iː]  | i   | i   | i  | í   | 煙 | [iːn]   | in   | in   | in  | ín   | 熱 | [iːt̚]   | it  | it  | id | ít  |
| 烏   | [uː]  | u   | u   | u  | ú   | 碗 | [uːn]   | un   | un   | un  | ún   | 活 | [uːt̚]   | ut  | ut  | ud | út  |
| 靴   | [œː]  | oe  | eu  | ê  | ù/ö | 閏 | [ɵn]    | eon  | eun  | ên  | un   | 律 | [ɵt̚]    | eot | eut | êd | ut  |
| 於   | [yː]  | yu  | yu  | ü  | ü   | 冤 | [yːn]   | yun  | yun  | ün  | ün   | 月 | [yːt̚]   | yut | yut | üd | üt  |
| 拗   | [aːu] | aau | aau | ao | áu  | 啱 | [aːm]   | aam  | aam  | am  | ám   | 鴨 | [aːp̚]   | aap | aap | ab | áp  |
| 歐   | [ɐu]  | au  | au  | eo | au  | 今 | [ɐm]    | am   | am   | em  | am   | 急 | [ɐp̚]    | ap  | ap  | eb | ap  |
| 奧   | [ou]  | ou  | ou  | ou | ò   | 庵 | [oum]   | am   | am   | em  | òm   | 合 | [oup]   | ap  | ap  | eb | òp  |
| 妖   | [iːu] | iu  | iu  | iu | iú  | 淹 | [iːm]   | im   | im   | im  | ím   | 葉 | [iːp̚]   | ip  | ip  | ib | íp  |
| 掉   | [ɛːu] | eu  | —   | —  | —   | 舔 | [ɛːm]   | em   | —    | —   | —    | 夾 | [ɛːp̚]   | ep  | —   | —  | —   |
| 挨   | [aːi] | aai | aai | ai | ái  | 罌 | [aːŋ]   | aang | aang | ang | áng  | 軛 | [aːk̚]   | aak | aak | ag | ák  |
| 矮   | [ɐi]  | ai  | ai  | ei | ai  | 鶯 | [ɐŋ]    | ang  | ang  | eng | ang  | 搤 | [ɐk̚]    | ak  | ak  | eg | ak  |
| 哀   | [ɔːy] | oi  | oi  | oi | oi  | 盎 | [ɔːŋ]   | ong  | ong  | ong | ong  | 惡 | [ɔːk̚]   | ok  | ok  | og | ok  |
| 欸   | [ei]  | ei  | ei  | éi | ei  | 英 | [eŋ~ɪŋ] | ing  | ing  | ing | ing  | 益 | [ek̚~ɪk̚] | ik  | ik  | ig | ik  |
| 銳   | [ɵy]  | eoi | eui | êu | ui  | 央 | [œːŋ]   | oeng | eung | êng | éung | 約 | [œːk̚]   | oek | euk | êg | éuk |
| 煨   | [uːy] | ui  | ui  | ui | úi  | 甕 | [oŋ~ʊŋ] | ung  | ung  | ung | ung  | 屋 | [ok̚~ʊk̚] | uk  | uk  | ug | uk  |
| 唔   | [m̩]   | m   | m   | m  | m   | 贏 | [ɛːŋ]   | eng  | eng  | éng | eng  | 尺 | [ɛːk̚]   | ek  | ek  | ég | ek  |
| 五   | [ŋ̍]   | ng  | ng  | ng | ng  |    |         |      |      |     |      |    |         |     |     |    |     |

## Фонетика
В кантонском языке согласные различаются по придыхательности (b /p/ — p /pʰ/, d /t/ — t /tʰ/, g /k/ — k /kʰ/ и т. д.), но не по звонкости. Среднекитайские звонкие согласные в кантонским перешли в глухие — в зависимости от диалекта и, зачастую, тона слова, они могут становиться придыхательными или непридыхательными.
Кантонский — редкий пример среди китайских языков, где гласные различаются по долготе (/ɐ/ — /aː/, /ɪ~e/ — /iː/ и /ɛː/, /ʊ~o/ — /uː/ и /ɔː/, /ɵ/ — /œː/ и /yː/). Как и другие южные китайские языки, кантонский довольно хорошо сохраняет среднекитайские финали по сравнению с северными китайскими (языком у и особенно мандаринским языком). Например, в кантонском различаются в произношении иероглифы 裔 yeuih, 屹 ngaht, 藝 ngaih, 憶 yīk, 譯 yihk, 懿 yi, 肄 yih, 翳 ai, 邑 yāp и 佚 yaht, тогда как в мандаринском языке все они произносятся как yì.
В то же время в кантонском утрачены среднекитайские медиали: например, слово 旋, ср.-кит. zwiɛn1, в кантонском превратилось в syùhn /syːn²¹/. В сравнительно немногочисленных случаях, когда медиали сохраняются (как, например, в слогах 君 gwān /kʷɐn⁵⁵/ или 引 yáhn /jɐn¹³/), их в кантонском языкознании часто считают частью инициали, и не финали, как в описаниях других китайских языков.
Кантонский — тоновый язык. В стандартном кантонском есть шесть фонематических тонов. Тоны в слогах, оканчивающихся на -p, -t, -k, в традиционной китайской фонетике принято считать отдельно, из-за чего число тонов в кантонском может указываться как девять.

## Грамматика
Кантонский — аналитический язык, в нём нет спряжения и склонения, но активно используются служебные слова и порядок слов для выражения грамматических значений. Типичный порядок слов в кантонском — SVO («подлежащее» — «глагол» — «прямое дополнение»). Кантонский относится к топиковым языкам, то есть тема предложения может выноситься в его начало.
Отличительные черты кантонской грамматики по сравнению с другими китайскими языками:
- развитая система глагольных видов
- счётные слова могут иметь указательный или притяжательный смысл
- используется конструкция сравнения с комплементом 過 gwo
- отдельные наречия могут располагаться после глагола — это связывают с влиянием из тай-кадайских или хмонг-мьенских языков
- при глаголах давания порядок слов «объект — адресат»
- обилие конечнофразовых частиц